# 群馬県立敷島公園サッカー・ラグビー場
群馬県立敷島公園サッカー・ラグビー場（ぐんまけんりつしきしまこうえんサッカー・ラグビーじょう）は、群馬県前橋市の群馬県立敷島公園内にある球技場。2020年12月からネーミングライツが適用され、アースケア敷島サッカー・ラグビー場という。
施設は群馬県が所有し、敷島パークマネジメントJV（共同企業体）が指定管理者として運営管理を行っている。

## 概要
1966年に竣工。グラウンド面積12,421㎡。2,800名収容のメインスタンドの他は三方が芝生席（5,000人収容）。スコアボードは電光(LED)式（2020年改修）でナイター設備はなし。

### 使用用途
ラグビー
ラグビーにおいては、ジャパンラグビーリーグワンの2024-25シーズンに3部リーグへ参加する予定のヤクルトレビンズのセカンダリー・ホストタウンとして前橋市が予定されており（メインは戸田市・戸田グラウンド）、2025-26シーズンから使用することが計画されている。
その他、全国高等学校ラグビーフットボール大会群馬県大会、関東大学ラグビーリーグ、対抗戦などにも使われている。
サッカー
サッカーでは天皇杯 JFA 全日本サッカー選手権大会や群馬県サッカー協会長杯サッカー大会の試合会場で使用され、その他にもジャパンラグビートップリーグなどの公式戦でも使用されている。
2005年にザスパクサツ群馬（当時:ザスパ草津）が主催ゲームを開催した時は、バックスタンドに仮設の座席を設けて対応した。本来はJリーグ開催基準（J2の場合は椅子席10,000人以上（芝生席は含まない）と照明塔が必要）を満たしていないが、陸上競技場改修中につき、特例で開催が認められた。
かつて、日本フットボールリーグに所属していたアルテ高崎の主たる試合会場の一つであった。
現在は、関東サッカーリーグに所属しているtonan前橋の主たる試合会場の一つとなっている。

## 命名権
県の自主財源確保を目的として2018年（平成30年）9月から敷島公園内施設の命名権（ネーミングライツ）を募集。サッカー・ラグビー場については「名称に『群馬』（『ぐんま』も可）または『敷島』のいずれかを使用する」「年額100万円以上」「契約期間3年以上」の条件で募集したところ、前橋市に本社を置き介護事業を展開する株式会社アースケアがこれに応募、「アースケア敷島サッカー・ラグビー場」（アースケアしきしまサッカー・ラグビーじょう）の名称を使用することになった。期間は2020年（令和2年）12月1日から2024年（令和6年）3月31日までの3年4ヶ月間。